# 波茲南縣

52°24′N 16°55′E / 52.400°N 16.917°E
波茲南縣（波蘭語：Powiat poznański），是波蘭的縣份，位於該國中西部，由大波蘭省負責管轄，首府設於波茲南，面積1,900平方公里，2012年人口341,357，人口密度每平方公里180人。